# Budaslottet
Budaslottet (ungerska: Budavári Palota) är det slott som de ungerska kungarna i Budapest i Ungern färdigställde första gången 1265. Förr kallades det Kungliga palatset (ungerska: Királyi Palota) och Kungliga slottet (ungerska: Királyi Vár). Budaslottet uppfördes på Slottskullens sydspets, alldeles intill det gamla slottsdistriktet Várnegyed, vilket är berömt för sina medeltida barock- och 1800-talsbyggnader. Slottet ligger intill Adam Clarstorget och Kedjebron (ungerska: Széchenyi lánchíd) vid bergbanan till Budapests slottskulle. 
Budaslottet är en del av världsarvet Budapest, som lades till världsarvslistan 1987.